# Phalacrostemma profundum
Phalacrostemma profundum är en ringmaskart som beskrevs av Lechapt och Kirtley 1998. Phalacrostemma profundum ingår i släktet Phalacrostemma och familjen Sabellariidae. Inga underarter finns listade i Catalogue of Life.